# Phrynobatrachus hylaios
Phrynobatrachus hylaios là một loài ếch trong họ Petropedetidae.
Nó được tìm thấy ở Cameroon, Cộng hòa Congo, có thể có ở Angola, Cộng hòa Trung Phi, Guinea Xích Đạo, Gabon và Nigeria.
Các môi trường sống tự nhiên của chúng là các khu rừng ẩm ướt đất thấp nhiệt đới hoặc cận nhiệt đới, đầm nước nhiệt đới hoặc cận nhiệt đới, các khu rừng vùng núi ẩm nhiệt đới hoặc cận nhiệt đới, sông, đầm lầy, đầm nước ngọt, đầm nước ngọt có nước theo mùa, vườn nông thôn, các khu rừng trước đây bị suy thoái nặng nề, và kênh đào và mương rãnh.